# Exyston spinulosus
Exyston spinulosus là một loài tò vò trong họ Ichneumonidae.